# Демуринський гірничо-збагачувальний комбінат
ТОВ «Демурінський ГЗК» — приватне гірничо-збагачувальне підприємство в Україні.

## Історія
ТОВ «Демурінський ГЗК» зареєстровано 30 травня 2001 року за юридичною адресою: Україна, Дніпропетровська область, Васильківський район, село Новоандріївка, вул. Гагаріна. Керівником підприємства є Колотієвський Руслан Петрович. Розмір статутного капіталу підприємства складає 13 560 059,82 грн. Форма власності — недержавна власність.

## Діяльність
З 2006 року підприємство розробляє Вовчанське комплексне розсипне титано-цирконове родовище в Дніпропетровській області. Попереднє збагачення здійснюється на борту кар'єра з наступним розділенням мінералів на збагачувальній фабриці. 
24 червня 2023 року, СБУ затримала у місті Дніпрі росіянина Олександра Федосеєва, який був представником підсанкційного мільярдера Михайла Шелкова. За матеріалами СБУ, ці особи організували схему прихованого вивезення з України до рф титанової сировини. Там її використовували у військово-промисловому комплексі, у тому числі для виробництва ракет типу «Калібр», бойових літаків МіГ-35 та Су-35, вертольотів Ка-52. Офіційна посада затриманого – радник гендиректора металургійної корпорації «ВСМПО-АВІСМА», яка належить російському мільярдеру. Саме через неї Шелков налагодив постачання до рф корисних копалин з родовищ підконтрольного йому Демуринського гірничо-збагачувального комбінату на Дніпропетровщині. За його дорученням, Федосеєв ще до 24 лютого 2022 року прибув в Україну для контролю за цим нелегальним бізнесом.